# Roschewe (Sambir)
Roschewe (ukrainisch Рожеве; russisch Рожевое Roschewoje, deutsch Rosenburg) ist ein Dorf in der westukrainischen Oblast Lwiw mit etwa 250 Einwohnern.
Das Dorf gehört zusammen mit den Dörfern Ternawa (Тернава), Poljana (Поляна) und Pjatnyzja (П'ятниця) zur Landratsgemeinde Ternawa im Rajon Staryj Sambir.
Am 12. Juni 2020 wurde die Landratsgemeinde aufgelöst und der Stadtgemeinde Dobromyl unterstellt, das Dorf wurde dem Rajon Sambir zugeordnet.

## Geschichte

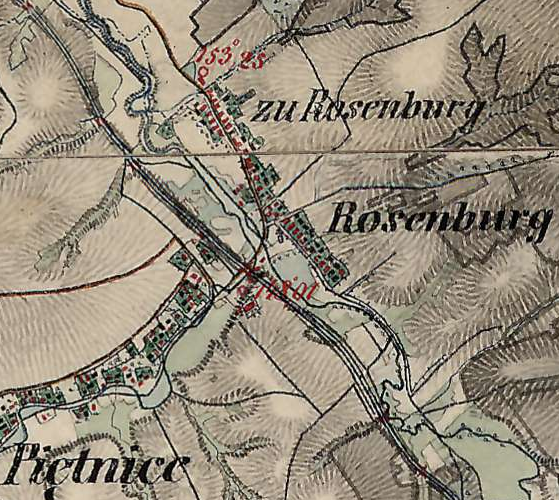
Rosenburg auf der Franziszeischen Landesaufnahme um die Mitte des 19. Jahrhunderts

Bei der Ersten Teilung Polens kamen die Kammergüter der Starostei in Przemyśl mit Piatnyzja 1772 zum neuen Königreich Galizien und Lodomerien des habsburgischen Kaiserreichs (ab 1804).
Das Dorf entstand im Jahre 1783 im Zuge der Josephinischen Kolonisation auf dem Grund des Dorfes Piatnyzja. Deutsche Kolonisten katholischer Konfession wurden dort angesiedelt. Die Kolonie wurde Rosenburg genannt und wurde unabhängige Gemeinde. Im Jahre 1900 hatte die Gemeinde Rosenburg 53 Häuser mit 303 Einwohnern, davon 216 deutschsprachig, 87 polnischsprachig, 291 römisch-katholisch, 5 griechisch-katholisch, 7 Juden.
1918, nach dem Ende des Ersten Weltkriegs und dem Zusammenbruch der k.u.k. Monarchie, kam Rosenburg zu Polen.
Im Jahre 1921 hatte die Gemeinde Rosenburg 52 Häuser mit 294 Einwohnern, davon 184 Polen, 19 Ruthenen, 91 Deutsche, 266 römisch-katholisch, 24 griechisch-katholisch, 4 Juden.
Am 11. März 1939 wurde der Name Rosenburg auf Radyczówka geändert.
Im Zweiten Weltkrieg gehörte es zuerst zur Sowjetunion und ab 1941 zum Generalgouvernement, ab 1945 wieder zur Sowjetunion, heute zur Ukraine.